# Newag Nevelo
Le Newag Nevelo est un modèle de tramway construit par Newag dans son usine de Nowy Sącz.

## Caractéristiques

### Caractéristiques générales[2]
Long de 31,6 mètres et composé de 3 caisses il repose sur 4 bogies pivotant suivant une disposition Bo'+2'2'+Bo' chaque caisse d'extrémité reposant sur 1 bogie et la caisse centrale sur 2 bogies.
Sa largeur hors tout atteint 2,4 mètres.
| Caractéristiques générales                                                                            | Caractéristiques générales |
| --- | -------------------------- |
| Écartement                                                                                            | 1 435 mm (standard)        |
| Nombre de caisses                                                                                     | 3                          |
| Longueur - hors caisse - hors tampons - hors tout                                                     | . - 31 620 mm              |
| Largeur - hors caisse - hors tout - avec rétros                                                       | . - 2 400 mm -             |
| Hauteur caisse au-dessus plan de roulement                                                            |                            |
| Hauteur - hors caisse - hors tout (pantographe abaissé)                                               | . - 3 690 mm               |
| Disposition des essieux                                                                               | Bo'+2'2'+Bo'               |
| Hauteur plancher au-dessus plan de roulement - au niveau des espaces voyageurs - au-dessus des bogies | . 350 mm 480 mm            |
| Distance entre plancher et plafond                                                                    |                            |
| Nombre de portes doubles type louvoyant                                                               | 5                          |
| Nombre de portes simples type louvoyant                                                               | 2                          |
| Ouverture libre de passage portes d'entrée                                                            | 1 300 mm / 350 mm          |
| Masse à vide                                                                                          | 42 500 kg                  |
| Masse en charge (5 personnes/m2)                                                                      | 58 000 kg                  |
| Places assises                                                                                        | 60 +4                      |
| Places debout (5 personnes/m2)                                                                        | 175                        |
| Capacité totale (5 personnes/m2)                                                                      | 235                        |

### Motorisation[2]
Sur les 4 bogies, 2 bogies (ceux en extrémité) sont moteurs. Chacun de ces bogies est équipé de 2 moteurs d'une puissance nominale de 105 kW soit une puissance totale de 420 kW. Chaque moteur entraînant 1 essieux, la totalité des essieux des bogies en extrémité sont moteurs.
| Caractéristiques générales                                    | Caractéristiques générales |
| ------------------------------------------------------------- | -------------------------- |
| Accélération moyenne au démarrage jusqu'à 30 km/h sans charge | 1,2 m/s2                   |
| Puissance nominale d'un moteur                                | 105 kW                     |
| Puissance totale                                              | 420 kW                     |
| Tension nominale                                              | 600 V                      |
| Nombre de bogies moteurs                                      | 2 bogies bimoteurs         |

## Commercialisation
Le modèle n'a été produit qu'à un seul exemplaire exploité sur le réseau de Cracovie où il est toujours en service.
| Illustration | Lieu     | Exploitant          | Nombre | Années de livraison | Longueur* | Largeur* | Observations - Particularités |
| ------------ | -------- | ------------------- | ------ | ------------------- | --------- | -------- | ----------------------------- |
|              | Cracovie | Tramway de Cracovie | 1      | 26 juin 2013        | 31 620 mm | 2 400 mm | Prototype                     |